# X (canção de Jonas Brothers)
"X" é uma canção da banda americana Jonas Brothers com participação da cantora colombiana Karol G. Foi lançada em 15 de maio de 2020 através da Republic Records. Foi composta por Ali Tamposi, Carolina Giraldo, Nicholas Jonas, Ryan Tedder e Shellback, sendo produzida pelo último. A canção foi lançada simultaneamente com "Five More Minutes".

## Antecedentes
Em 11 de maio de 2020, o grupo anunciou o single "X" e anunciou que o lançamento da música seria em 15 de maio de 2020. Os singles "Five More Minutes" e "X" foram apresentados no documentário da turnê chamado Happiness Continues: A Jonas Brothers Concert Film, lançado em abril. Durante uma entrevista ao Insider, Kevin Jonas disse: "O novo single 'X' é uma música que eu estou tão animado". Ele explicou ainda que sua opinião sobre a colaboração é uma reminiscência de como ele se sentiu com a faixa de sucesso da banda de 2019 chamada "Sucker", que marcou seu retorno musical após um hiato de seis anos. "Posso dizer honestamente que houve apenas uma outra vez em que eu tinha uma música nossa constantemente na minha cabeça", disse Jonas. "Era 'Otário' e 'O que um homem tem que fazer', mas 'Otário' especificamente ficava lá como uma espécie de verme do ouvido".

## Recepção da crítica
Jessica Roiz, da Billboard, comentou que o tema é "verdadeiro estilo dos Jonas Brothers, a música é dance-pop cativante, com ampliação da rumba com alt latino". Aletha Legaspi, da Rolling Stone, chamou a questão de uma série de dança sensual com letras paqueradoras; enquanto Karol G também intervém com seu verso ardente em espanhol.

## Apresentações ao vivo
Ambos os artistas apresentaram o single ao vivo pela primeira vez no Graduate Together: America Honors the High School Class of 2020. Eles também cantaram a música no final da décima oitava temporada do The Voice em 19 de maio de 2020.

## Videoclipe
O videoclipe foi lançado em 18 de maio de 2020, e mostra a banda dançando, bebendo uma bebida e tocando instrumentos através de telas individuais de telefone em um fundo branco. Enquanto Karol G aparece em uma quarta tela com uma roupa completamente vermelha.

## Desempenho nas tabelas musicas

### Posições
| Tabela musical (2020)                        | Melhor posição |
| -------------------------------------------- | -------------- |
| Bélgica (Ultratip da Valônia)                | 13             |
| Bélgica (Ultratop 50 de Flandres)            | 33             |
| Canadá (Billboard CHR/Top 40)                | 15             |
| Canadá (Canadian Hot 100)                    | 43             |
| Canadá (Hot AC)                              | 23             |
| Escócia (Official Charts Company)            | 47             |
| Estados Unidos (Billboard Hot 100)           | 33             |
| Estados Unidos (Billboard Adult Pop Songs)   | 19             |
| Estados Unidos (Billboard Mainstream Top 40) | 21             |
| Hungria (Rádiós Top 40)                      | 22             |
| Irlanda (IRMA)                               | 71             |
| Lituânia (AGATA)                             | 76             |
| México (Billboard Mexico Airplay)            | 26             |
| Nova Zelândia (RMNZ)                         | 7              |
| Países Baixos (Dutch Top 40)                 | 22             |
| Países Baixos (MegaCharts)                   | 100            |
| Polónia (Polish Airplay Top 100)             | 25             |
| Reino Unido (UK Singles Chart)               | 82             |
| Suíça (Schweizer Hitparade)                  | 79             |

## Históricos de lançamentos
| Região         | Data               | Formatos                   | Gravadora | Ref.   |
| -------------- | ------------------ | -------------------------- | --------- | ------ |
| Várias         | 15 de maio de 2020 | Download digital streaming | Republic  | [ 25 ] |
| Estados Unidos | 19 de maio de 2020 | Rádios mainstream          | Republic  | [ 26 ] |
| Itália         | 22 de maio de 2020 | Rádios mainstream          | Universal | [ 27 ] |